# Irish Ice Hockey League
Irish Ice Hockey League (česky Irská liga ledního hokeje; IIHL) byla hokejová liga v Irsku. Od roku 1970 existovala amatérská liga, v roce 2007 byla založena oficiální soutěž. Po roce 2010 byla soutěž dočasně uzavřena, neboť nebyl k dispozici stadion.

## Týmy
Týmy hrající v sezóně 2009-2010
| Tým                    | Město   | Stadion          | Kapacita |
| ---------------------- | ------- | ---------------- | -------- |
| Castlereagh Spartans   | Dublin  | Dundalk Ice Dome | 1 200    |
| Dublin Rams            | Dublin  | Dundalk Ice Dome | 1 200    |
| Dundalk Bulls          | Dundalk | Dundalk Ice Dome | 1 200    |
| Flyers Ice Hockey Club | Dundalk | Dundalk Ice Dome | 1 200    |

### Bývalé týmy
- Latvian Hawks
- Dublin Wolves
- Belfast City Bruins
- Dublin Flyers
- Dublin Druids
- Dublin Stags
- Dundonald Redwings
- Junior Belfast Giants
- The Halifax Hockey Club

## Vítězové
- 2007-2008: Dundalk Bulls
- 2008-2009: Dundalk Bulls
- 2009-2010: Charlestown Chiefs